# Akhenaton
 "Akhnaten" omdirigeres hertil. For operaen af samme navn, se Akhnaten (opera).
Akhenaton (tidligere Amenophis 4, 1378-1362 f.Kr.) var farao fra det 18. dynasti i Det Nye Rige (1551-1070 f.Kr.). i Egypten og søn af Amenhotep 3.
Han ændrede troen på mange guder (polyteisme) til troen på én gud, (monoteisme). Amenophis 4. indførte Aton som den eneste gud i sit 6. medregent-år. Hidtil havde religionen været koncentreret om flere guder med skaberguden Amon i spidsen, hvilket havde medvirket til at skabe et relativt omfattende præsteskab koncentreret omkring Amon. Akhnatons ændringer af religionen kan således ses som et opgør med et for magtfuldt præsteskab.
Pga. Aton-religionen ændrede Amenophis 4. sit navn til Akhnaton, som betød ”Den, der er til nytte for Aton” eller ”Atons ånd”. Akhnaton var Atons talerør. Derfor skulle Egyptens folk tilbede Aton gennem Akhnaton, som repræsenterede Aton. Akhnaton og hans førstehustru Nefertiti var de eneste som måtte tilbede Aton direkte. Der er altså tale om en triade mellem Aton, Akhnaton og Nefertiti. Hans søn (Tutankhamon) reddede familiens ære[kilde mangler] efter Akhnatons død og fik genetableret Amon og alle de tidligere guder.